# Mátrai Ferenc
Mátrai Ferenc, született: Trifont Ferenc Jenő, névváltozat: Mátray (Gyula, 1886. december 3. – Szeged, 1951. január 9.) gimnáziumi tanár. 

## Életútja
Szülei Trifont (Mátrai) János tanító és Povischil Jusztina/Auguszta. Családi nevét 1889-ben változtatta Mátraira. A kalocsai gimnáziumban tett érettségit, majd felsőfokú tanulmányait 1906 és 1910 között a budapesti tudományegyetemen magyar-latin szakon végezte. 1911-ben kapta meg középiskolai tanári oklevelét és doktorált. Ezután előbb Selmecbányán, majd 1915-től Jászapátiban, 1937-től pedig a szegedi Magyar Királyi Állami Klauzál Gábor Gimnáziumban tanított. 1940-ben agyvérzést kapott, s ezután már nem tért vissza a tanári pályára. Irodalmi működést fejtett ki, cikkei, tanulmányai és pedagógiai tárgyú közleményei mintegy 30 lapban jelentek meg. A Dugonics Társaság és a Gyóni Géza Irodalmi Társaság tagja volt. Egész Európát beutazta tanulmányok céljából és többször járt Olaszországban. A klasszikus nyelvek közül a latin és görög nyelvet, azonkívül németül, franciául, olaszul és angolul beszélt. Felesége Bencze Mária volt.

## Művei
- Nemtők hódolata. Kalocsa, 1903.
- A magyar színelnevezések. Kalocsa, 1910.
- Petőfi Sándor hazafias költeményei. Magy. Szeged, 1914. (Irod. segédkönyvek 20.)
- Egyszerű történetek. Jászapáti, 1921.
- Kis diákok, nagy diákok. H.n., 1938.
- Levente fiamnak. Szeged, 1940.